# Anschlagwinkel

Anschlagwinkel

Ein Anschlagwinkel ist eine Lehre und verkörpert einen bestimmten Winkel, meist 90°. Vorwiegend findet er bei Tischlern und Schlossern  Verwendung, zum Vorzeichnen rechter Winkel, zur Prüfung bereits ausgeführter Arbeiten sowie zum Ausrichten verschiedener Elemente zueinander.

## Verwendung
Der Anschlagwinkel gilt als Prüfwerkzeug, da man damit Winkel an Werkstücken und Wänden überprüfen kann.
Anschlagwinkel können als Anreißwerkzeug eingesetzt werden. Der Anschlag wird dazu an einer geraden Werkstückoberfläche angelegt. Anschließend kann entlang des langen Schenkels mit einem Bleistift oder einer Reißnadel eine gerade Linie rechtwinklig zur Anlagekante gezeichnet werden.

## Ausführungen
Ein Anschlagwinkel besteht typischerweise aus zwei ungleich langen Schenkeln mit einer Führungsleiste oder Anschlag am kürzeren Schenkel, um ihn an Kanten anlegen zu können.
Schlosser verwenden Winkel aus Stahl, meist aus einem Stück, manchmal rostfrei verzinkt. Schreiner verwenden oft Winkel aus Holz, oder mit Anschlagteil aus Holz und Anschlagkante mit Messing belegt, und langem Schenkel aus Federstahl, die Schenkel vernietet. Günstigere Modelle sind aus Aluminium mit vernieteten oder verklebten Schenkeln.
Winkel ohne Anschlagsteg heißen Flachwinkel. Für Präzisionsprüfungen verwendet man Haarwinkel.

## Genauigkeit
Die Norm DIN 875 legt in Deutschland die wichtigsten konstruktions- und messtechnischen Merkmale sowie deren Prüfung fest. Nach dieser Norm werden Anschlagwinkel, wie auch Flachwinkel und Haarwinkel, in die Toleranzklassen 00, 0, 1 und 2 eingeteilt. Die Toleranzklasse wird meist als Genauigkeitsgüte oder Genauigkeitsgrad angegeben (abgekürzt mit GG 00, GG 0, GG 1 und GG 2). Den Anschlagwinkel aus Stahl gibt es in den Toleranzklassen nach DIN 875 oder als (nicht zertifizierten) Werkstattwinkel, wobei 00 die genaueste Toleranz darstellt. In der Regel werden die Winkel mit einem entsprechenden Prüfzertifikat vertrieben.